# ピンカートン (アルバム)
『ピンカートン』 (Pinkerton) は、アメリカ合衆国のロック・バンド、ウィーザーの第2作アルバム。ヴォーカル兼ギターのリヴァース・クオモが作詞・作曲全般を行っている。ジャケットには浮世絵を取り入れたり、また「蝶々夫人」から借りたタイトルの楽曲が作られたりと、リヴァース・クオモの親日的な部分が見られる作品である。
2010年に再パッケージされ、「デラックス・エディション」として再発売された。

## 収録曲
オリジナル盤
1. タイアード・オブ・セックス - Tired Of Sex (3:01)
2. ゲッチュー - Getchoo (2:52)
3. ノー・アザー・ワン - No Other One (3:01)
4. ホワイ・ボザー? - Why Bother? (2:08)
5. アクロス・ザ・シー - Across The Sea (4:32)
6. ザ・グッド・ライフ - The Good Life (4:17)
ハノイ・ロックスの「Cafe Avenue」に影響を受けた楽曲である。
7. エル・スコルチョ - El Scorcho (4:03)
8. ピンク・トライアングル - Pink Triangle (3:58)
9. フォーリング・フォー・ユー - Falling For You (3:47)
10. バタフライ - Butterfly (2:53)

2010年デラックス・エディション
Disc-1
1. タイアード・オブ・セックス - Tired of Sex (3:01)
2. ゲッチュー - Getchoo (2:52)
3. ノー・アザー・ワン - No Other One (3:01)
4. ホワイ・ボザー? - Why Bother? (2:06)
5. アクロス・ザ・シー - Across the Sea (4:34)
6. ザ・グッド・ライフ - The Good Life (4:16)
7. エル・スコルチョ - El Scorcho (4:03)
8. ピンク・トライアングル - Pink Triangle (3:57)
9. フォーリング・フォー・ユー - Falling for You (3:48)
10. バタフライ - Butterfly (3:10)
11. ユー・ゲイヴ・ユア・ラヴ・トゥ・ミー・ソフトリー - You Gave Your Love to Me Softly (1:58)
12. デヴォーション - Devotion (3:11)
13. ザ・グッド・ライフ (レディオ・リミックス) - The Good Life [Radio Remix] (4:05)
14. ウェイティング・オン・ユー - Waiting on You (4:11)
15. アイ・ジャスト・スルー・アウト・ザ・ラヴ・オブ・マイ・ドリームス - I Just Threw Out the Love of My Dreams (2:37)
16. ザ・グッド・ライフ（ライヴ・アンド・アコースティック）- The Good Life [Live and Acoustic Version] (4:38)
17. ピンク・トライアングル（レディオ・リミックス）- Pink Triangle [Radio Remix] (4:01)
18. アイ・スウェア・イッツ・トゥルー（未発表音源）- I Swear It's True [previously unreleased] (3:19)
19. ピンク・トライアングル（ライヴ・アンド・アコースティック）- Pink Triangle [Live and Acoustic] (4:56)

Disc-2
1. ユー・ウォント・ゲット・ウィズ・ミー・トゥナイト（未発表音源）- You Won't Get with Me Tonight [previously unreleased] (3:30)
2. ザ・グッド・ライフ（ライヴ・アット・Y100・ソニック・セッション／未発表音源）- The Good Life [Live at Y100 Sonic Session / previously unreleased] (4:37)
3. エル・スコルチョ (ライヴ・アット・Y100・ソニック・セッション／未発表音源）- El Scorcho [Live at Y100 Sonic Session / previously unreleased] (4:07)
4. ピンク・トライアングル（ライヴ・アット・Y100・ソニック・セッション／未発表音源）- Pink Triangle [Live at Y100 Sonic Session / previously unreleased] (4:12)
5. ホワイ・ボザー?（ライヴ・アット・レディング 1996／未発表音源）- Why Bother? [Live at Reading Festival 1996 / previously unreleased] (2:20)
6. エル・スコルチョ（ライヴ・アット・レディング 1996／未発表音源）- El Scorcho [Live at Reading Festival 1996 / previously unreleased] (4:12)
7. ピンク・トライアングル（ライヴ・アット・レディング 1996／未発表音源）- Pink Triangle [Live at Reading Festival 1996 / previously unreleased] (4:53)
8. ザ・グッド・ライフ（ライヴ・アット・X96）- The Good Life [Live at X96] (4:13)
9. エル・スコルチョ（ライヴ・アンド・アコースティック／未発表音源）- El Scorcho [Live and Acoustic / previously unreleased] (4:26)
10. アクロス・ザ・シー・ピアノ・ヌードルズ（未発表音源）- Across the Sea Piano Noodles [previously unreleased] (0:38)
11. バタフライ（オルタネイト・テイク／未発表音源）- Butterfly [Alternate Take / previously unreleased] (2:50)
12. ロング・タイム・サンシャイン（未発表音源）- Long Time Sunshine [previously unreleased] (4:19)
13. ゲッティング・アップ・アンド・リーヴィング（未発表音源）- Getting Up and Leaving [previously unreleased] (3:30)
14. タイアード・オブ・セックス（トラッキング・ラフ／未発表音源）- Tired of Sex [Tracking Tough / previously unreleased] (2:59)
15. ゲッチュー（トラッキング・ラフ／未発表音源）- Getchoo [Tracking Rough / previously unreleased] (2:59)
16. トラジック・ガール（未発表音源）- Tragic Girl [previously unreleased] (5:26)